# 감내 게줄당기기
감내 게줄당기기는 대한민국 경상남도 밀양시 부북면 감천리에서 정월 대보름날을 전후하여 마을 사람들이 즐기던 민속놀이이다. 1983년 8월 6일 경상남도의 무형문화재 제7호로 지정되었다.

## 개요
감내 게줄당기기는 밀양 감내에서 정월 대보름을 전후하여 마을 사람들이 시합으로 즐기던 놀이로 일반적인 마을 단위 줄싸움의 변형된 놀이라 할 수 있다. 유래에 대하여는 옛부터 감천지역에 게가 많아 서로 좋은 게잡이터를 차지하려고 싸워 인심이 나빠지자 이를 해결하기 위해 마을 어른들이 게 모양의 줄을 만들어서 당겨 이긴 편이 먼저 터를 잡도록 한 것이 오늘에 이르고 있다고 한다.
줄당기기놀이에 앞서 당산굿으로 마을의 안녕과 시합에서의 우승을 기원한다. 원줄에 곁줄을 다는 동안 밀양아리랑을 부르고 덧뵈기춤을 추어 흥을 돋우면 수농부끼리 젓줄과 대박을 당기고 밀면서 게잡이터를 뺏는 예비시합을 한다. 본 놀음은 게의 등처럼 생긴 지름 2m 가량의 둥근 원줄에다 양편에서 가운데에는 12m줄, 그 양쪽에는 10m줄, 바깥쪽에는 8m의 줄 등 모두 5개를 달고, 한 줄에 5명씩 총 25명이 어깨에 걸고 엎드려서 상대편과 등지고 줄을 끈다. 이긴 편은 그해 좋은 게잡이터를 차지하게 되는데, 마지막엔 양편이 서로 화합하여 판굿을 벌인다.
감내 게줄당기기는 주민화합과 인근 마을과의 불화를 풀기 위해 만들어진 독창적인 민속놀이로, 서서 당기는 것이 아니라 소수의 인원이 줄을 목에 걸고 엎드려서 당기는 것이 특징이다.

## 보유자 (보유단체)
| 구분         | 성명(단체명) (생년월일)                                       | 성별 | 예능     | 주소                         | 인정·해제일자  | 비고 |
| ------------ | ------------------------------------------------------------- | ---- | -------- | ---------------------------- | -------------- | ---- |
| 보유단체     | 감내게줄당기기보존회 (구 밀양민속예술보존협회) (대표: 박종우) |      |          |                              |                |      |
| 전수교육조교 | 설진율 (1949.7.12)                                            | 남   | 줄디리기 | 밀양시 상남면 예림리 당촌2길 | 2019.4.18 인정 |      |

## 참고 자료
- 감내게줄당기기 - 국가유산청 국가유산포털